# 科伊勒倍嘉橋

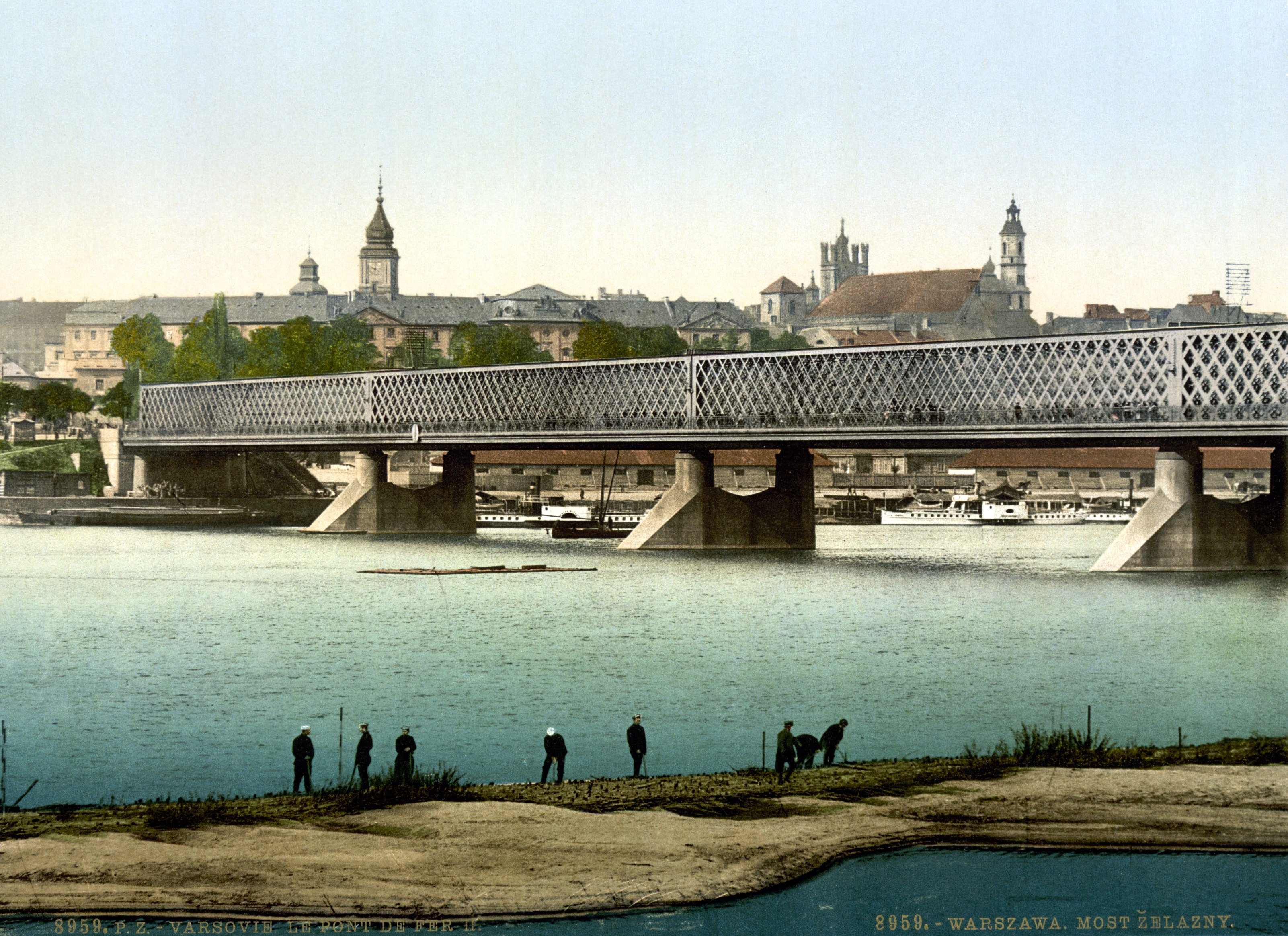

科伊勒倍嘉橋（Kierbedzia Bridge）是波蘭首都華沙市區內第一座橫跨維斯瓦河的大橋。科伊勒倍嘉橋修建於1859年至1864年期間，長474米。1915年，科伊勒倍嘉橋被俄羅斯軍隊炸毀。1916年重建。1944年，科伊勒倍嘉橋再次被德國軍隊炸毀。戰後在原址重建了一座新的橋樑，是為斯拉科-東布羅夫斯基橋。